# Рябушинский, Сергей Павлович
Серге́й Па́влович Рябуши́нский (15 июня 1872, Москва, Российская империя — 1936, Франция) — русский предприниматель, скульптор, меценат, вместе с братом Степаном основал первый в России автомобильный завод АМО, ныне Завод имени Лихачёва.

## Биография

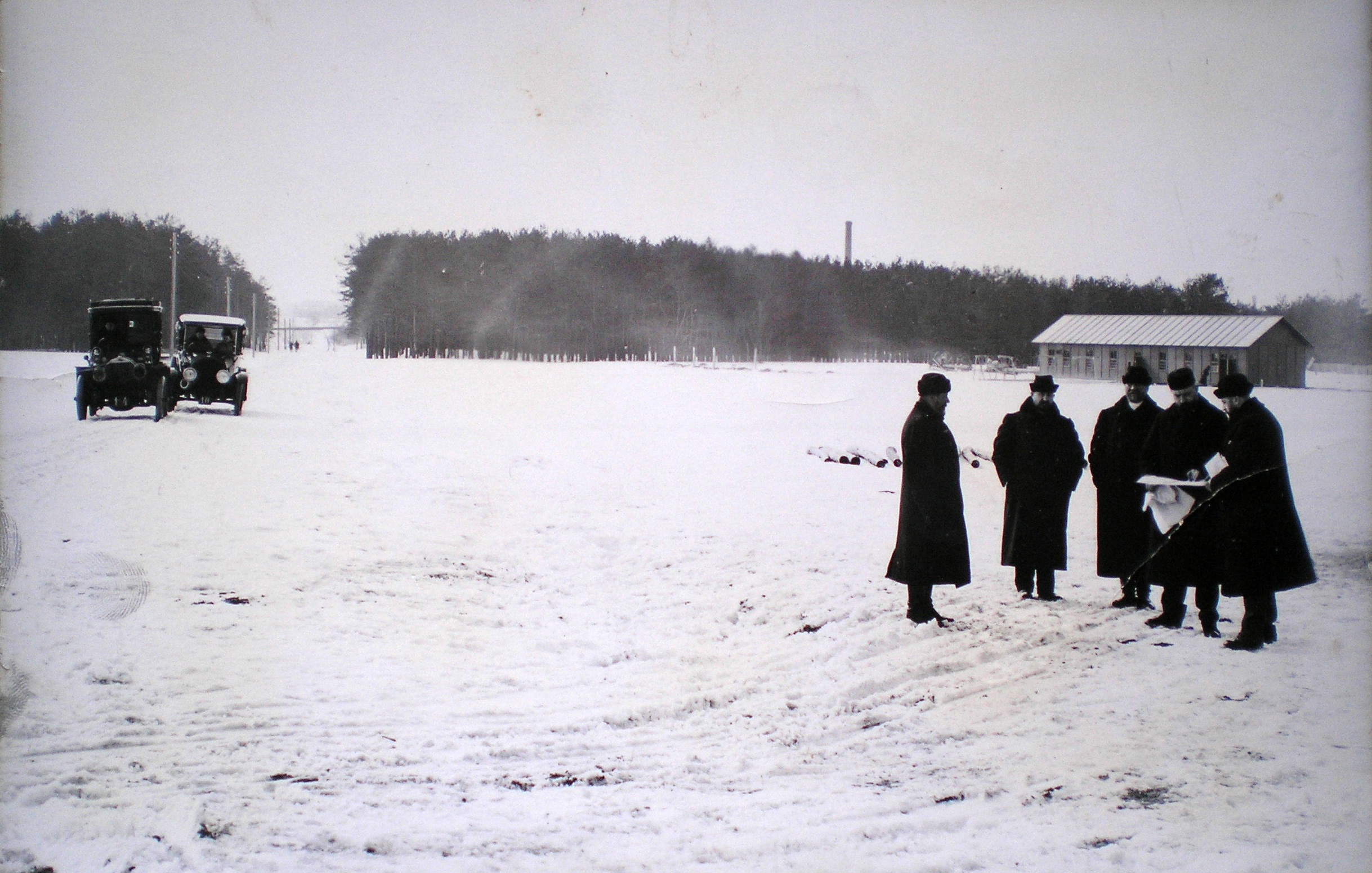
Сергей и Степан Рябушинские обсуждают план строительства АМО. Тюфелева роща, 1916.

Сергей Павлович был выходцем из старообрядцев. Окончил, в один год с братом Павлом — 1890-м, Московскую практическую академию коммерческих наук (брат был удостоен золотой медали, Сергей — серебряной). 
Сергей Рябушинский жил в старинном особняке на Сивцевом Вражеке. Активно участвовал в промышленно-банковской жизни семьи (директор хлопчатобумажной фабрики в селе Заворово под Вышним Волочком). Вблизи Рогожского кладбища открыл Институт педагогики, который на то время был оснащён новейшими техническими средствами и методиками. Возглавлял детский приют имени великой княгини Елизаветы Федоровны.
В 1916 году вместе с братом создаёт автомобильный завод Акционерного Московского общества (АМО), ставший первым в России. При этом производство было организовано так, что при минимальной реорганизации автомобильный завод мог производить авиационную технику. В советское время на базе предприятия создан завод им. И. А. Лихачёва.
Сергей Рябушинский был скульптором-любителем, специализировался на анималистике. Известно, что сам Репин в 1911 году рекомендовал его передвижникам. Стал одним из учредителей Общества возрождения художественной Руси. Также он возглавлял Московский клуб автомобилистов и Московское общество воздухоплавания.
Был женат с 30 июня 1900 года. Перед венчанием, 7 марта, перешёл в православие никоновского извода. В эмиграции в Париже с 1927 года был членом общества «Икона».